# Bund tätiger Altstadtfreunde
Der Bund tätiger Altstadtfreunde war eine 1922 von dem Kunsthistoriker Fried Lübbecke gegründete Bürgerinitiative mit dem Zweck, die Altstadt von Frankfurt am Main auf sozialem, hygienischem und künstlerischem Gebiet in jeder Weise zu fördern. Ab 1966 wurde der Verein als Freunde Frankfurts neugegründet.

## Hintergrund
Die mittelalterliche Altstadt war gegen Ende des 19. Jahrhunderts vom ehemaligen Stadtzentrum zu einem sanierungsbedürftigen Wohngebiet der ärmeren Bevölkerungsschichten geworden. Ihre zahlreichen Kunstdenkmäler waren bedroht vom Verfall und von massiven Eingriffen in die historische Bausubstanz, beispielsweise im Rahmen von Straßendurchbrüchen wie dem der Braubachstraße. Nach dem Ersten Weltkrieg entstanden Pläne zum Abriss größerer Teile der Altstadt.
Dagegen wandte sich Lübbecke. Bei der Gründung des Vereins am 13. April 1922 definierte er als Ziel, aus Einwohnern Bürger zu machen, denen ihre Vaterstadt wieder eine Heimat bedeutet … Geplant ist nicht nur der Schutz der Altstadt und ihrer Schönheiten, sondern auch die Hebung der Wohnverhältnisse in diesem Stadtteil.
Neben Verschönerungsmaßnahmen, wie der Renovierung von Brunnen und dem Aufstellen von Blumenkästen, ließ der Verein ab 1926 zahlreiche Altstadtbauten renovieren. Die Maßnahmen reichten von Fassadenanstrichen über das Freilegen verputzter Fachwerke bis zur Komplettsanierung wie im Falle des gotischen Patrizierhauses Fürsteneck in der Fahrgasse.
Die Initiative hatte zur Folge, dass die Altstadt wieder als Gut′ Stubb ins Bewusstsein der Stadt und ihrer Bürger rückte. Die fortschreitende Sanierung und die ab 1932 jährlich stattfindenden Römerbergfestspiele machten die Altstadt in den 1930er Jahren zu einer Touristenattraktion.
Die auf Initiative des Vereins begonnene architektonische und kunsthistorische Dokumentation zahlreicher Altstadtbauten sowie der Bau des Treunerschen Altstadtmodells halfen nach der Zerstörung der Altstadt im Bombenkrieg 1944, die Erinnerung an die untergegangene Altstadt nach dem Zweiten Weltkrieg zu bewahren.

## Freunde Frankfurts
Nach dem Tod des Altstadtvaters Lübbecke 1965 konnte der Verein in der bisherigen Form nicht weitergeführt werden. Der Journalist Heinrich Heym sorgte 1966 für die Neugründung mit neuer Vereinssatzung und unter dem neuen Namen Freunde Frankfurts – Verein zur Pflege der Frankfurter Tradition. Der Geschäftsführer war ab 1980 der Frankfurter Historiker Hans-Otto Schembs.
Von 2011 bis 2020 war Frank Albrecht 1. Vorsitzender des Vereins, während Barbara Deppert-Lippitz die Geschäftsführung wahrnahm. Ab 2020 war Barbara Deppert-Lippitz 1. Vorsitzende des Vereins. Stand 2024 ist Christopher Dürselen Vorstandsvorsitzender.